# Williams Bascopé
Williams José Bascopé Laruta (La Paz, Bolivia; 18 de enero de 1974) es un abogado constitucionalista y analista político boliviano.

## Biografía
Nació en la ciudad de La Paz el 18 de enero de 1974. Pero Bascopé vivió toda su niñez en las orillas del Lago Titicaca, creciendo bajo el cuidado de sus abuelos en una pequeña comunidad aymara denominada Santiago de Okola perteneciente actualmente al municipio de Carabuco, en la provincia de Camacho del departamento de La Paz. 
Ya a finales de la década de 1980 y siendo todavía apenas un adolescente, Williams Bascopé se trasladó a vivir a la Zona de Villa Fátima en la ciudad de La Paz donde culminaría sus estudios secundarios, saliendo bachiller el año 1991. Posteriormente realizó su servicio militar obligatorio en la ciudad de Cobija, Pando durante el año 1992.
Williams Bascopé continuó con sus estudios superiores, ingresando a la carrera de derecho en la Universidad Católica Boliviana San Pablo (UCB) de la ciudad de La Paz, gracias a una beca que logró obtener para estudiar en dicha universidad privada. Se tituló como abogado de profesión especializado en el ámbito constitucionalista el año 1998.
Durante su vida laboral, Williams Bascopé trabajó en la abogacía libre e independiente. Siendo todavía apenas un joven de 29 años de edad, Bascopé estuvo ya inmerso en los conflictos sociales del año 2003 que derivaron en la Guerra del Gas de 2003. Aunque cabe mencionar que su participación fue solamente desde las bases. En sus años de juventud durante aquella época, Williams Bascopé logró crear junto a Wilder Nina, Jorge Mostajo y Mauricio Ochoa una revista de efímera duración denominada la "Revista Crítica", la cual se enfocaba en la filosofía política y en las luchas sociales de Bolivia.

### Asamblea Constituyente de 2006
A pesar de no haber sido asambleísta constituyente, Williams Bascopé participó indirectamente como abogado en la Asamblea Constituyente de Bolivia de 2006 formando parte del equipo técnico-jurídico de la Confederación de Pueblos Indígenas de Bolivia (CIDOB) y del Consejo Nacional de Ayllus y Markas del Qullasuyu (CONAMAQ). Dicha asamblea tenía la misión de redactar la nueva Constitución Política del Estado de 2009.

### Elecciones Nacionales de 2020
El 4 de febrero de 2020, se conoció ante toda la opinión pública del país, la participación del analista y abogado constitucionalista Williams Bascopé como candidato al cargo de primer Diputado Plurinominal por el Departamento de La Paz en representación de la alianza política "Juntos" de la en ese momento Presidenta de Bolivia, Jeanine Áñez Chávez, que había asumido el gobierno tras la renuncia de Evo Morales Ayma con el mandato constitucional de llamar a elección presidencial y fue cuestionada por presentarse como candidata en esos comicios. El 9 de febrero de 2020, Bascopé pidió ante los organismos internacionales, que se realicen unas elecciones pacíficas y limpias.
Bascopé no alcanzó ser electo diputado en las elecciones de 2020. En noviembre de 2021, Edgar Montaño, ministro del Presidente Luis Arce Catacora, se refirió a Williams Bascopé como "pasa-pasa", en crítica a que "en su pasado político cuando estuvo en las filas del Movimiento Al Socialismo (MAS) desde el 2006, y al no plasmar sus expectativas cambió de bando para ser candidato del gobierno golpista, con Jeanine Añez", interpelando el silencio de Bascopé en los conflictos de octubre de 2019 en Bolivia, señalando que: cuando “mataron a más de 35 hermanos en Sacaba y en Senkata y usted se perdió”, reprochando además que "no dijo nada, menos cuando se cometieron más de 20 hechos de corrupción durante el gobierno golpista".

## Analista en medios de comunicación
Wiliams Bascopé, como abogado y analista político, ha mostrado escepticismo y rechazo a muchas medidas impuestas por los tres órganos del Estado, a partir de innumerables entrevistas televisivas, radiales y de prensa escrita, tanto locales como internacionales. Así, por ejemplo, ha criticado la gestión gubernamental de Evo Morales y Luis Arce Catacora, pero además al órgano judicial, al propio Legislativo, y reiteradamente, al Tribunal Constitucional Plurinacional. Su doble faceta de jurista y especialista en cuestiones constitucionales, sumada a sus críticas profundas al Movimiento al Socialismo, lo convierten - se quiera o no - en un actor político central de los debates sustanciales en Bolivia. 